# العمالة السورية في لبنان
بدأ التواجد السوري في لبنان عام (1976م) استجابة للمطالب الدولية لتوفير تدخل سوري في الأراضي اللبنانية؛ لحماية التوازن الطائفي في لبنان، ومنع القوى المناهضة للقوات الأمريكية من السيطرة على الساحة اللبنانية، ثم جاء اتفاق الطائف عام (1989م)، الذي يهدف إلى إنهاء الحرب الأهلية اللبنانية، مما أدى إلى جعل لبنان نقطة انفتاح اقتصادي، استقطبت العمالة السورية في أراضيها 
ويوجد أكثر من مليون لاجئ سوري مسجلون لدى «المفوضية السامية للأمم المتحدة لشؤون اللاجئين» في لبنان. بينما تقدر الحكومة العدد الحقيقي للاجئين السوريين في لبنان بـ (1.5) مليون.
تعتبر هجرة الأيدي العاملة إلى لبنان ليس وليد الأحداث السورية وإنما تقليداً قديماً، إذ إن الحاجة إلى توافر الأيدي العاملة ترتبط بكل مرحلة يشهد فيها لبنان أي تقدم أو توسع في أحد قطاعاته التنموية، سواء في مجال الصناعة أو الزراعة أو السياحة أو قطاع البناء، وتحول آلاف السوريين اللاجئين إلى سوق العمل اللبناني لمواجهة الفقر المدقع وشح المساعدات التي تقدمها المنظمات الدولية. ويأتي العمال السوريون في مقدمة العمال الذين يأتون إلى لبنان للعمل تاريخياً في مزارع كبيرة في السهول المجاورة، ومنها سهلا البقاع وعكار. ويعمل السوريون في مجالات لا تتطلب مؤهلات كبيرة فهم يشكلون القسم الأكبر من اليد العاملة في قطاعي البناء والزراعة، وفي قطاعي الفنادق والمطاعم يتشاركون مع المصريين. ويقدر عدد السوريين الناشطين في لبنان بأكثر من (450.000) سوري، وكان اهتمامهم في بادئ الأمر ينحصر في قطاع البناء والزراعة، وأما حاليا فنشاطهم تحول في سوق العمل إلى جميع القطاعات الاقتصادية؛ لمواجهة الفقر المدقع وشح المساعدات التي تقدمها المنظمات الدولية.
و تعتبر العمالة السورية في الأراضي اللبنانية
وتستطيع لبنان وسوريا تشكيل نواة لسوق عربية مشتركة، وقد أعاق الأمر بعض

## فوائد العمالة السورية في لبنان
1. يؤء

## أضرار العمالة السورية في لبنان
1. ل
2. ل

## العمالة السورية بعد الأحداث السورية
1. ↑  مركز دراسات الشرق (1 يناير 2005). مجلة دراسات شرق أوسطية العدد 31. مرطز دراسات الشرق الأوسط. مؤرشف من الأصل في 2020-04-26.
2. ↑  Avenue، Human Rights Watch | 350 Fifth؛ York، 34th Floor | New؛ t 1.212.290.4700، NY 10118-3299 USA | (11 يناير 2018). "التقرير العالمي 2018: لبنان". Human Rights Watch. مؤرشف من الأصل في 2019-04-09. اطلع عليه بتاريخ 2019-05-19.{{استشهاد ويب}}:  صيانة الاستشهاد: أسماء عددية: قائمة المؤلفين (link)
3. ↑  "موقع العهد الإخباري - الصفحة الرئيسة". archive.alahednews.com.lb (بالإنجليزية). Archived from the original on 2019-12-12. Retrieved 2019-05-19.
4. ↑  "لبنان.. فتيل العمالة السورية وشرارة العنصرية". سكاي نيوز عربية. مؤرشف من الأصل في 2019-12-12. اطلع عليه بتاريخ 2019-05-19.